# فيكينتاس سليفكا
فيكينتاس سليفكا (29 أبريل 1995 ببانيفيزيس في ليتوانيا - ) هو لاعب كرة قدم ليتواني في مركز الوسط. شارك مع منتخب ليتوانيا تحت 17 سنة لكرة القدم ومنتخب ليتوانيا تحت 19 سنة لكرة القدم ومنتخب ليتوانيا تحت 21 سنة لكرة القدم ومنتخب ليتوانيا لكرة القدم. أما مع النوادي، فقد لعب مع دين بوستش ونادي غوريتسا ونادي مودينا ويوفنتوس.

## وصلات خارجية
- فيكينتاس سليفكا على موقع الاتحاد الدولي (مؤرشف)  (الإنجليزية)
- فيكينتاس سليفكا على موقع الاتحاد الأوربي (الإنجليزية)
- فيكينتاس سليفكا على موقع رابطة كرة القدم اليابانية للمحترفين (اليابانية)
- فيكينتاس سليفكا على موقع قاعدة بيانات كرة القدم.إي يو (الإنجليزية)
- فيكينتاس سليفكا على موقع بيانات كرة القدم. دي إي (الألمانية)
- فيكينتاس سليفكا على موقع ليكيب (الفرنسية)
- فيكينتاس سليفكا على موقع ناشيونال فوتبول تيمز (الإنجليزية)
- فيكينتاس سليفكا على موقع Soccerbase.com (لاعب) (الإنجليزية)
- فيكينتاس سليفكا على موقع Soccerway.com (الإنجليزية)
- فيكينتاس سليفكا على موقع عالم كرة القدم.نت (الإنجليزية)